# Consuelo Álvarez
Consuelo „Chely“ Álvarez García (* 11. September 1965 in Fuentesnuevas; † 2. Dezember 1991 in Bembibre) war eine spanische Radrennfahrerin.
1987 gewann Consuelo Álvarez den GP Ponferrada und 1988 den GP Laredo. 1988 und 1989 wurde sie spanische Meisterin im Straßenrennen, 1989 zudem nationale Mountainbike-Meisterin.
Álvarez soll von ihrem Ehemann und ihren Brüdern unter Erfolgsdruck gesetzt worden sein. Stürze bei Rennen und familiäre Probleme führten bei ihr zu schweren Depressionen, und sie begab sich in therapeutische Behandlung. Schließlich teilte ihr der spanische Radsportverband mit, dass sie aus dem Förderprogramm für die Olympischen Spiele 1992 in Barcelona gestrichen worden sei. Am 2. Dezember 1991, zwei Monate nachdem sie vom Verband diese Nachricht erhalten hatte, nahm sie sich im Alter von 26 Jahren das Leben, indem sie sich im Keller ihres Hauses in Bembibre erhängte. Ihre Familie erhob daraufhin schwere Vorwürfe gegen den Verband, der jedoch eine Mitschuld am Tod der Sportlerin zurückwies.
In Bembibre ist eine Straße nach ihr Calle Chely Álvarez benannt. Zudem wird dort jährlich das Junioren-Rennen Copa Diputación de León – Memorial Chely Álvarez ausgetragen, 2014 zum 22. Mal.